# Ерекційне кільце

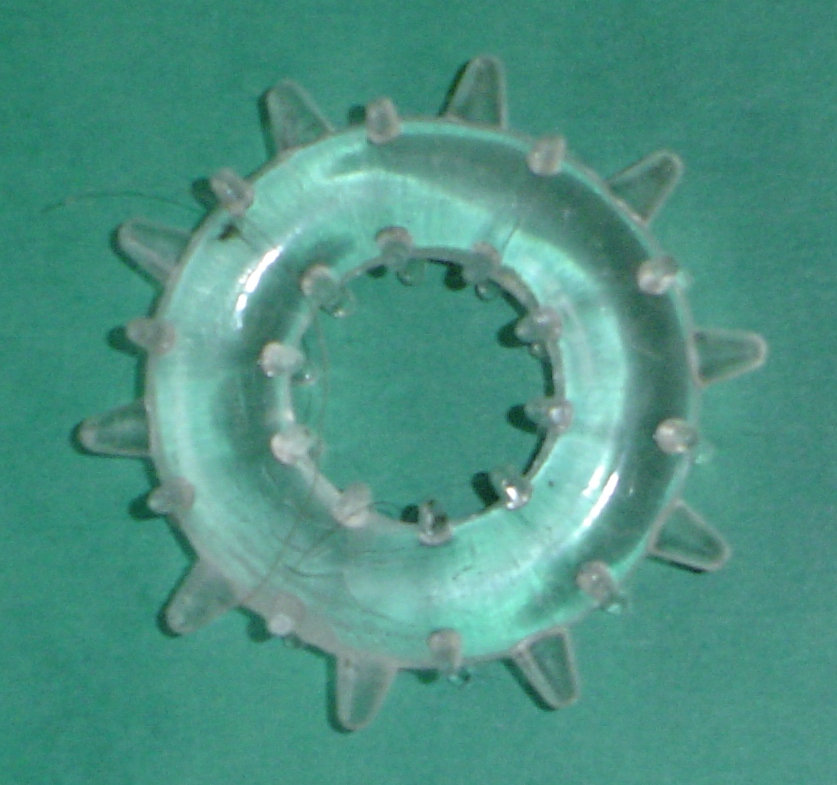
Один з варіантів кільця

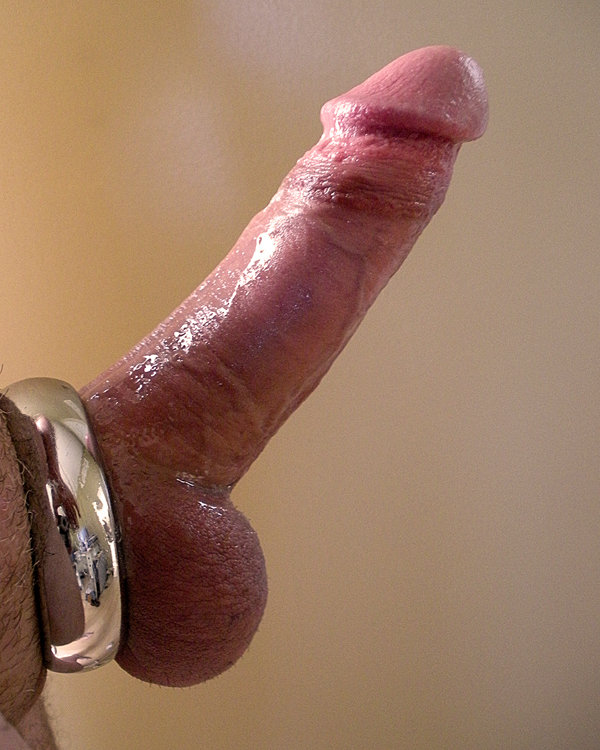
Ерекційне кільце з металу на ерегованому пенісі

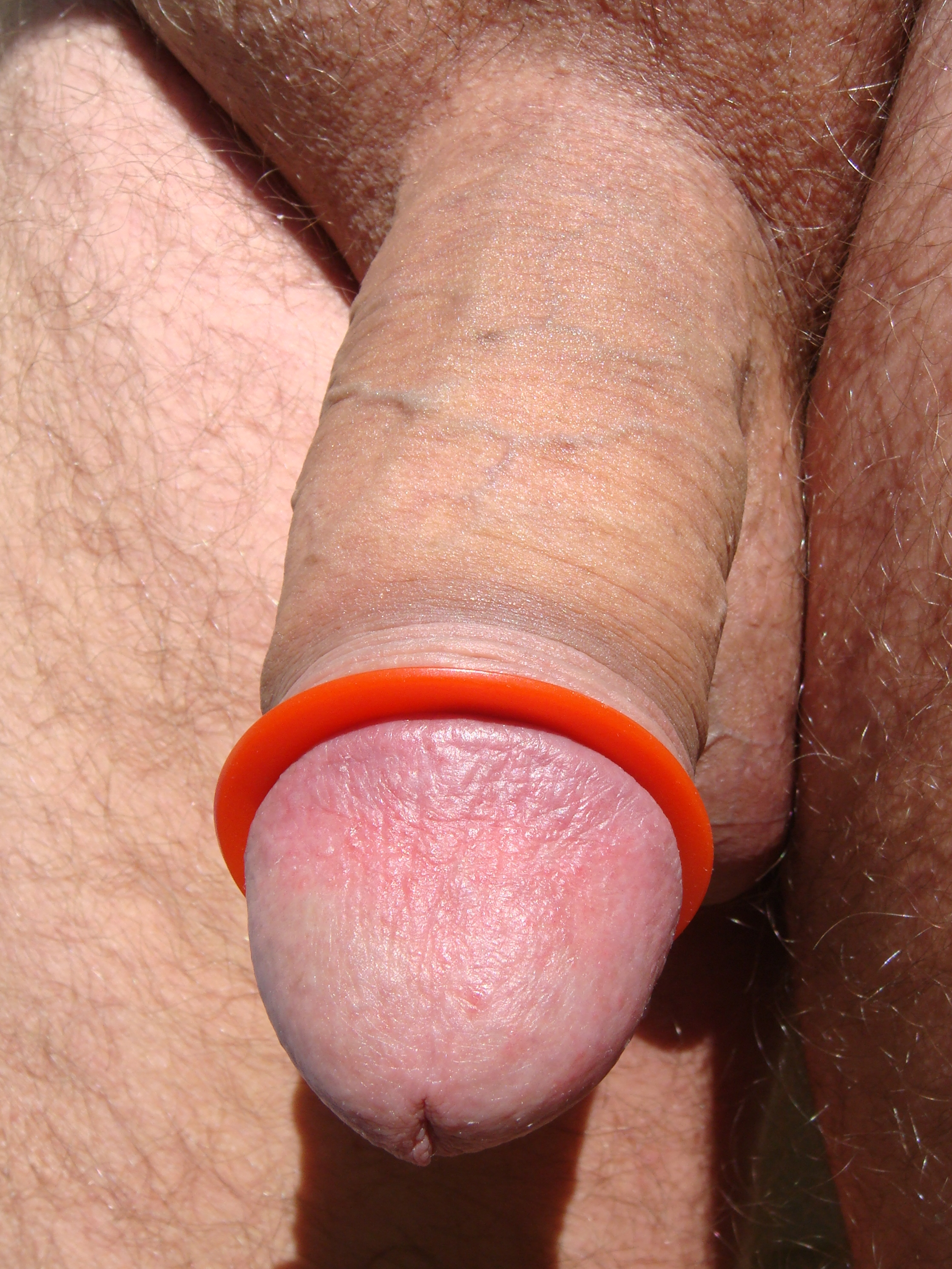
Силіконове кільце-насадка на головку пеніса

Ерекційне кільце (англ. Cock ring) — пристосування, що належить до сексуальних іграшок, яке створює штучний бар'єр на шляху венозної крові з печеристих тіл статевого члена, що призводить до посилення ерекції та збільшенню її тривалості. Кільце одягається безпосередньо на пеніс, пеніс з мошонкою або тільки на мошонку. Частіше кільце знаходиться навколо пеніса, на його тілі. Термін «Cock ring» також іноді використовується, як синонім пірсингу принца Альберта.

## Матеріали й типи
Кільця для пеніса можуть бути виготовлені з різних матеріалів, в тому числі зі шкіри, металу, пластмаси, гуми або силікону. Багато моделей постачаються з додатковими аксесуарами, такими, як невеликі вібратори, фалоімітатори. Деякі види виготовляються зі шкіри та оснащені замками, що дозволяють їх пристосовувати до різних розмірів статевого члена, а також легко і швидко знімати. Існують також надувні кільця, які легко підлаштовуються під обсяг статевого члена.

## Небезпека
Застосування ерекційних кілець пов'язане з певним ризиком і небезпекою ускладнень:
- Їх застосування може приводити до пріапізму.
- Ризик гіпоксії тканин статевого члена, що загрожує некрозом і гангреною.[3] Це, своєю чергою, часто закінчується ампутацією пеніса. Кільця, які призначені для лікування еректильної дисфункції, не повинні застосовуватися протягом більше ніж тридцять хвилин.
- Набухання вен також може призвести до пошкодження цілісності їх стінок і, як наслідок, до гематомам. Ерекційні кільця не повинні використовуватися без консультації з лікарем особами, які страждають серцево-судинними захворюваннями, які приймають препарати, що зменшують згортання крові.